# Chiesa di San Giuseppe (Grosseto)
La chiesa di San Giuseppe è un edificio religioso situato a Grosseto.
Situata nella zona occidentale della città in via Sauro, nel quartiere Barbanella, è la prima chiesa parrocchiale costruita a Grosseto fuori dal centro storico.

## Storia
La chiesa fu costruita negli anni trenta del XX secolo per fare fronte alle esigenze degli abitanti della parte occidentale della città, oltre il tracciato della ferrovia Tirrenica, nel nascente quartiere di Barbanella.
Il progetto fu redatto dall'ingegnere Ernesto Ganelli e la posa della prima pietra venne benedetta dal vescovo Paolo Galeazzi il 27 aprile 1935. I lavori si protrassero per un lustro, concludendosi con la solenne consacrazione della chiesa il 14 aprile 1940, sebbene la parrocchia fosse stata istituita già a partire dal 19 marzo 1938. L'istituzione della parrocchia, nelle intenzioni del vescovo, commemorava l'evento che aveva visto protagonista papa Innocenzo II, il quale il 19 marzo 1133 scrisse proprio a Grosseto la bolla Iustus Dominus, con la quale aveva disposto la pace tra Pisa e Genova.
Nel 1988 la chiesa fu soggetta a un complessivo restauro, con la rimozione della copertura a volta, il ripristino delle capriate in legno e il rifacimento dell'area presbiterale su disegno dell'architetto padre Angelo Polesello.

## Descrizione

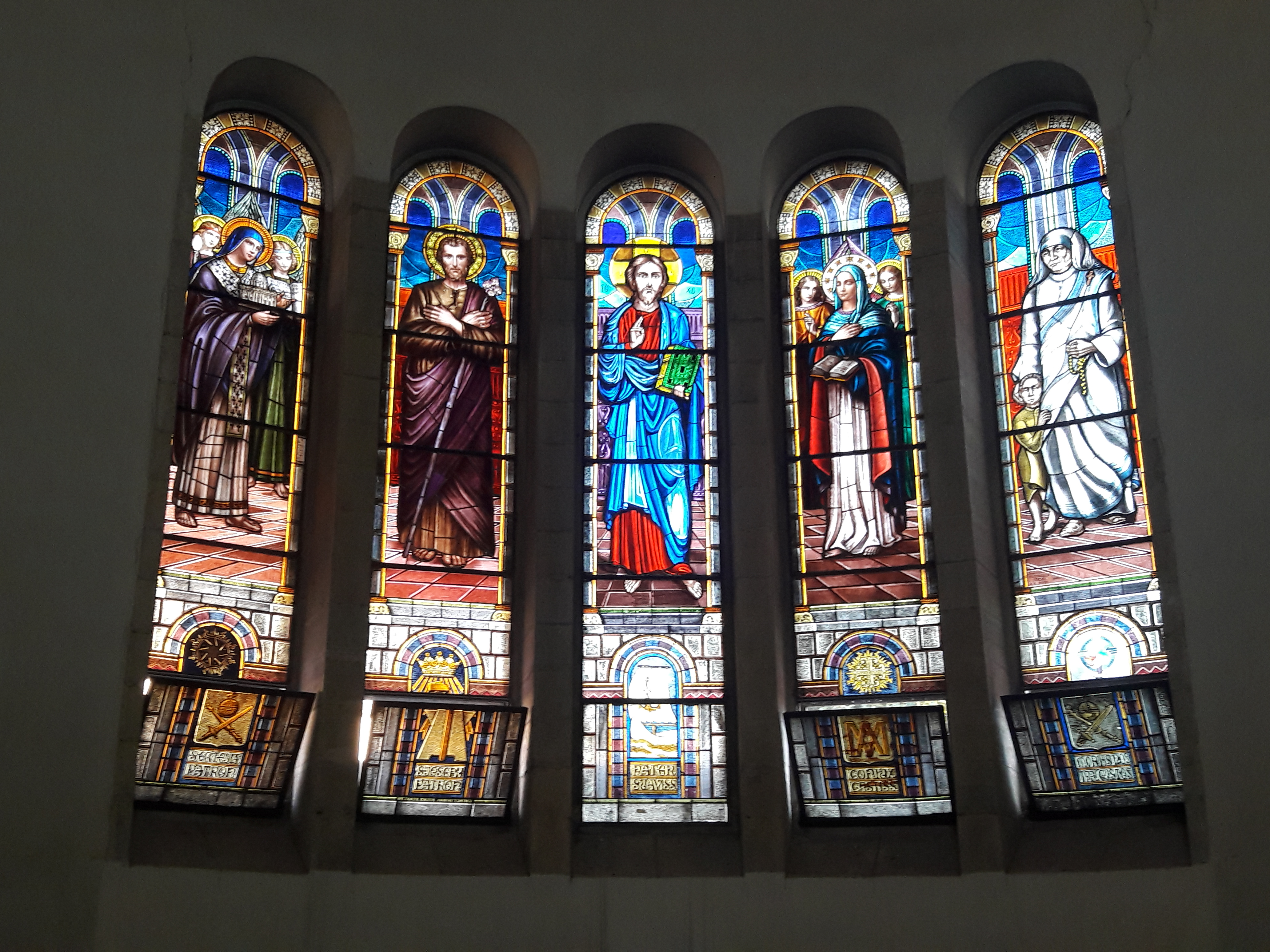
Le vetrate presenti nell'abside della chiesa raffigurano da sinistra Santa madre Chiesa, San Giuseppe, Cristo Gesù, Santa Maria, Santa Teresa

La chiesa di San Giuseppe si presenta in stile neoromanico.
La facciata è ripartita in tre ordini, corrispondenti alle tre navate interne, in ciascuno dei quali si apre un portale d'ingresso architravato, con lunetta decorata chiusa in alto da un arco a tutto sesto, L'ordine centrale della facciata, di altezza più elevata rispetto a quelli laterali, presenta nella parte superiore un rosone circolare, sopra il quale si sviluppa il coronamento sommitale.
Sui fianchi esterni corrispondenti alle due navate laterali si aprono una serie di rosoni circolari, simili a quello della facciata centrale; una serie di bifore con colonnine ed archetti a tutto sesto caratterizzano le parti esterne di altezza superiore, che contribuiscono ad illuminare, dall'alto, la navata centrale. Il mosaico centrale, su sfondo dorato, raffigura san Giuseppe tra papa Innocenzo II (sinistra) e papa Pio XI (destra).
Sul lato destro dell'edificio religioso si eleva il campanile, suddiviso in cinque ordini, ognuno dei quali presenta aperture proporzionali al piano, con colonnine ed archetti a tutto sesto; sulla parte sommitale che contiene la cella campanaria è presente una pentafora. La parte apicale è chiusa da un tetto a quattro spioventi di modesta inclinazione.
L'interno è suddiviso in tre navate, separate da colonne in trachite e marmo rosso, con pregevoli capitelli decorativi in altorilievo disegnati da Tolomeo Faccendi, che danno l'appoggio alle arcate a tutto sesto. Di ottima fattura risultano le vetrate decorative che ornano le varie finestre, ben integrate nell'impianto neoromanico. Ciascuna navata termina con un'abside semicircolare.
Le statue della Madonna e di San Giuseppe sono donazioni rispettivamente delle famiglie Vincenzo ed Amalia, e famiglia Turi Carlo.